# Oskar Grippenberg

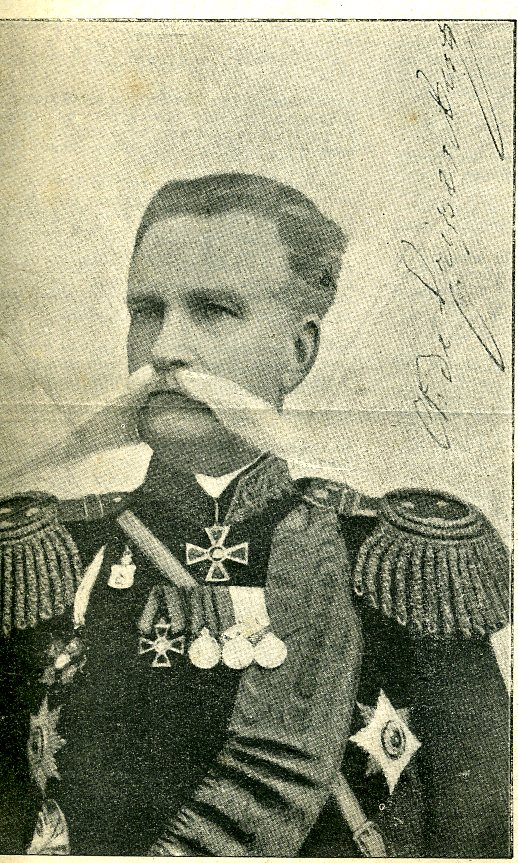
Oskar Grippenberg

Oskar-Ferdinand Kazimirovich Grippenberg (sueco:Oskar Fernando Casimiro Gripenberg, russo: Оскар Казимирович Гриппенберг) (13 de janeiro, 1838 - 7 de janeiro de 1916) foi General do Segundo Exército Russo da Manchúria durante a Guerra Russo-Japonesa. 

## Vida
Oskar-Ferdinand Grippenberg nasceu em Ikaalinen (sueco: Ikalis), Grão-Ducado da Finlândia , o filho de Uddo Sten Casimir Grippenberg e Guilhermina Maria Elisabeth Ladau. A família era finlandesa de língua sueca e seu pai sem título de nobreza do Império Russo. Oskar-Ferdinand Grippenberg casou-se com Hedvig Ida Angelique Lundh em 1874. Eles tiveram quatro filhos. 

## Carreira militar
Grippenberg entrou para o Exército Russo da Criméia em 1854, como  cadete. Durante a Guerra da Criméia, em seguida participou na repressão à revolta polonesa entre 1863 à 1864, sendo promovido à Tenente. Em seguida assumiu o Distrito Militar do Turquestão, conquistando o Emirado de Bukhara, sendo promovido à Tenente-Coronel. Em 1878, tornou-se Major-General e em 1890, foi promovido à Tenente-General.

## Guerra Russo-Japonesa
Quando iniciou a Guerra Russo-Japonesa, Grippenberg assumiu o comando do Segundo Exército Russo da Manchúria. Durante a Batalha de Sandepu, Grippenberg descobriu um ponto fraco nas linhas japonesas, lançando um ataque no flanco esquerdo, no início os russos estavam conseguindo derrotar os japoneses, mas o General Aleksey Kuropatkin não enviou os reforços necessários, obrigando o cancelamento da ofensiva, com isso as relações entre Grippenberg e Kuropatkin ficaram mais tensas, e Grippenberg pediu que dispensassem seus serviços. Ele retornou à São Petersburgo, onde iniciou uma guerra de acusações contra Kuropatkin pelos fracassos na Manchúria.

## Últimos anos
Grippenberg assumiu o cargo de Inspetor Geral de Infantaria e membro do Conselho de Estado, entretanto em 1906, com a saúde debilitada ele pediu demissão de seus serviços, permanecendo apenas no Conselho de Estado. Em 25 de dezembro de 1915, Grippenberg faleceu aos 77 anos de idade.